# Erwin Miyasaka
Erwin José Miyasaka Sosa (nacido el 28 de diciembre de 1967) es un economista venezolano, es el actual presidente de la Cámara Venezolana Japonesa (CAVEJA), la cual se encarga de la relación y la diversidad de la cultura japonesa en Venezuela.

## Estudios
Erwin Miyasaka se graduó de economista en la Universidad Santa María en Caracas, Venezuela. También cursó estudios de Gerencia y Finanzas en la Escuela de Negocios de la Universidad de Pensilvania “Wharton School of Economics" . Luego completó un programa de postgrado con Especialización en Gerencia y Administración en la Universidad de Harvard en Cambridge, MA. Realizó una investigación de postgrado sobre el sistema de Empresas Japonesas en la Universidad de Hitotsubashi de Tokio, Japón.
Conoce y habla el español, inglés y japonés.

## Trayectoria
- Trabajó desde 1996 hasta el 2011 en Lara Marambio & Asociados-Deloitte, donde se desempeñó en diversos cargos como: Director de los Servicios de Asesoría Financiera, Director de Mercadeo y Ventas, Director de Relaciones Institucionales, Director de Servicios para Instituciones Financieras, Miembro del Comité de Gerencia de la Firma y Socio Internacional de la División de Servicios Financieros.
- Funda la empresa Interpro Asesores en el 2010. Se dedica principalmente a la asesoría financiera en el ramo de fusiones y adquisiciones, asesoría financiera y nuevos emprendimientos.
- Desde enero de 2011 hasta diciembre de 2013 fue el director Principal de Crece Pymes, empresa prestigiosa venezolana dedicada a la colaboración de inversiones de capital en pequeñas y medianas empresas.
- Es el actual presidente de la Cámara Venezolana Japonesa (CAVEJA) desde el 2007, siendo el más importante promotor de diversos Acuerdos Binacionales entre Venezuela y Japón, además de ser el responsable del intercambio cultural de ambas naciones.

## Reconocimientos
En diciembre de 2015, obtuvo el reconocimiento por parte del Gobierno de Japón por ser uno de los líderes latinoamericanos de ascendencia japonesa más destacados.
Participó en encuentros con el Príncipe y la Princesa Akishino, el director general de la Oficina del primer ministro, el ministro de Relaciones Exteriores y el Grupo de Diputados del Comité de Integración entre Japón y América Latina.